# Tahara (Aichi)
Tahara (田原市 Tahara-shi?) es una ciudad que se encuentra al sur de la Prefectura de Aichi, Japón. Esta ciudad abarca la península de Atsumi, que separa el este de la bahía de Mikawa (al norte) con el Océano Pacífico (al sur). 
Según datos del 2010, la ciudad tiene una población estimada de 66.609 habitantes y una densidad de 353 personas por km². El área total es de 188,81 km².
La ciudad fue fundada el 20 de agosto de 2003, tras la fusión del pueblo de Tahara (fundado en 1955) con el pueblo de Akabane. El 1 de octubre de 2005 absorbió el pueblo de Atsumi.
En Tahara se ubica una de las plantas más importantes de la Toyota Motor Corporation, en donde se confeccionan los autos de la marca Lexus y otras marcas domésticas e internacionales de Toyota.

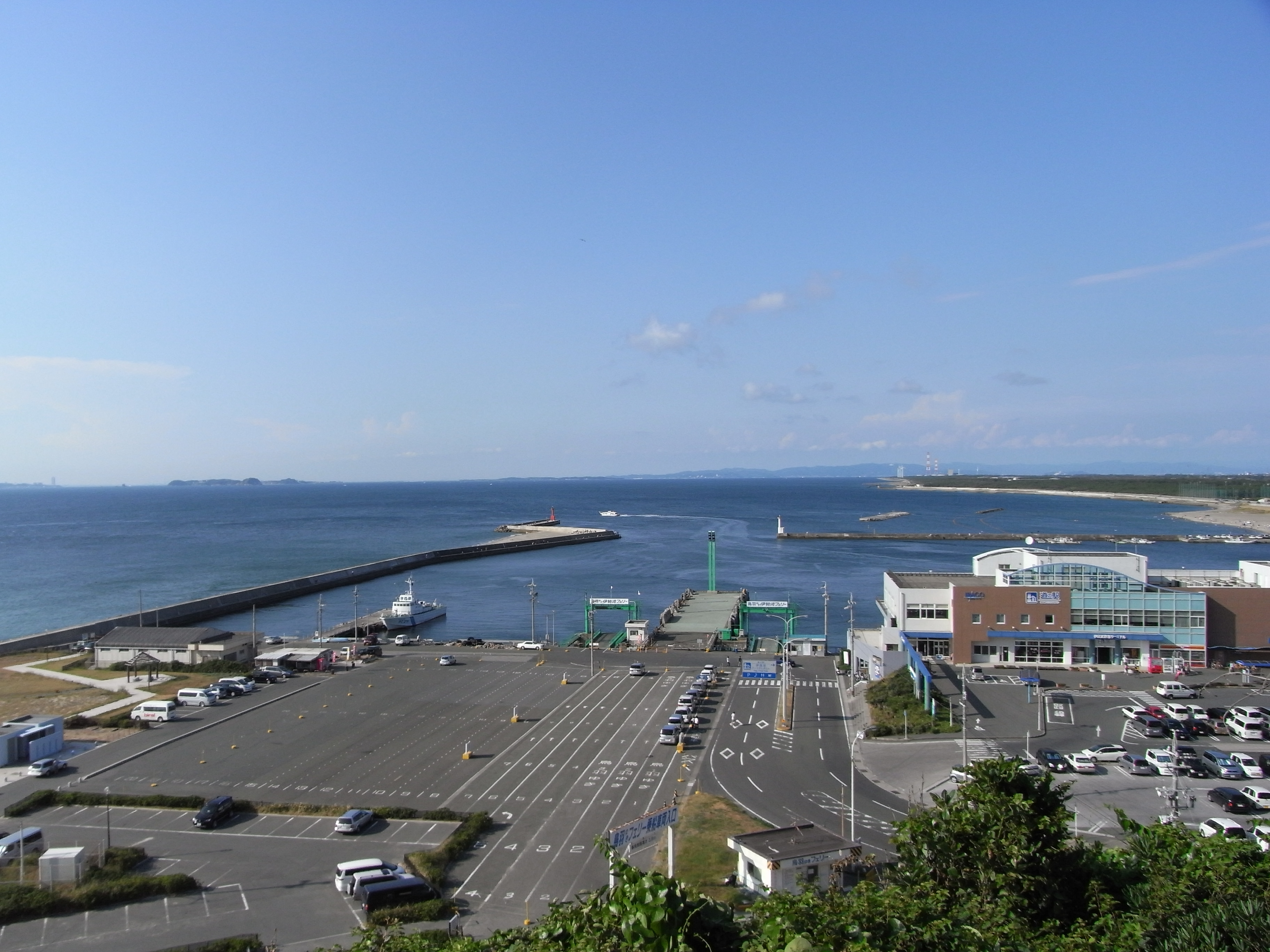
Puerto de Irago

## Ciudades hermanas
- Miyada, Japón
- Georgetown (Kentucky), Estados Unidos
- Princeton (Indiana), Estados Unidos
- Kunshan, China
- Dongjak-gu, Seúl, Corea del Sur